# رقیه‌آباد
رقیه آباد  روستایی است در دهستان کاهشنگ از توابع بخش مرکزی شهرستان بیرجند، واقع در استان خراسان جنوبی که بر پایه سرشماری عمومی نفوس و مسکن در سال ۱۳۸۵ جمعیت آن ۲۲۱ نفر (در ۶۰ خانوار)  و طبق سرشماری عمومی نفوس و مسکن در سال ۱۳۹۵ جمعیت آن ۱۳۷ نفر (در ۵۰ خانوار) بوده‌است.

## موقعیت
این روستا در ۴۲ کیلومتری شهرستان بیرجند قرار گرفته‌است. مسیر جاده‌ای این روستا بسیار مناسب و با پوشش آسفالت می‌باشد.

## طبیعت و آب و هوا
رقیه آباد، به دلیل قرار گرفتن در دامنه کوه از هوای بسیار مطبوعی برخوردار می‌باشد؛ و اگرچه در حال حاضر به دلیل خشکسالی از کمبود آب رنج می‌برد و دچار کمبود شدید مراتع شده‌است اما در سال ۱۳۹۰، آب این منطقه به عنوان با کیفیت‌ترین آب در سطح استان خراسان بزرگ معرفی شد.

## مکان‌های طبیعی و بکر
سرِ آب (به گویش محلی: سرِ او): از جمله مکانهای دیدنی طبیعی و بکر این منطقه می‌توان به سرِ آب اشاره کرد. این منطقه بسیار خوش آب و هوا دارای چشمه‌های آب شیرین و همچنین باغها و مزارع مختلف می‌باشد.
سرچشمه: مکانی بسیار دیدنی که به دلیل وجود خاک بسیار حاصلخیز موجب رشد گیاهان داروئی بسیار زیاد و درختان سر به فلک کشیده شده‌است.

## مشاهیر و نخبگان
- حسن خسروی: حسن خسروی نماینده دو دوره از شورای اسلامی شهرستان بیرجند و فرماندار بیرجند در سالهای ۸۸–۸۶ می‌باشد.[۴]
- محمد زارع: سرپرست گروه رقص محلی «نوای کویر خاوران» در خراسان‌جنوبی می‌باشد.[۵]